# Christian Gottlieb Nestle

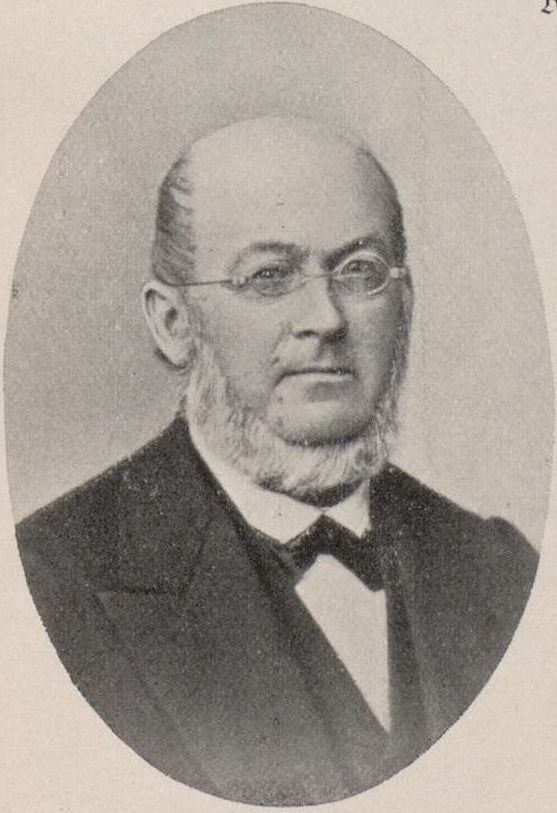
Christian Gottlieb Nestle

Christian Gottlieb Nestle (* 14. Oktober 1808 in Stuttgart; † 19. Dezember 1879) war württembergischer Obertribunalprokurator und Mitglied des württembergischen Landtags.

## Biographie
Christian Gottlieb war der Sohn des Stuttgarter Bäckermeisters und Mehlhändlers Johann Gottlieb Martin Nestle (* 1763, † 1836) und seiner zweiten Ehefrau Christina Dorothea Zaiser und er hatte seit 1827 Rechtswissenschaften an der Universität Tübingen studiert. Neben seinem Hauptberuf als Obertribunalprokurator gehörte Christian Gottlieb Nestle dem Stuttgarter Bürgerausschuss an, an dessen Spitze er mehrmals stand. Von 1851 bis 1855 war er Mitglied des württembergischen Landtags. Ab 1869 gehörte er als Vertreter Stuttgarts der württembergischen Landessynode an, außerdem war er Mitglied des Staatsgerichtshofs.
Nestle war daneben in verschiedenen wohltätigen Vereinen tätig.
Nestle war in zweiter Ehe mit Sophie Beate Kleinmann verheiratet. Der Ehe entstammen der evangelische Theologe und Orientalist Eberhard Nestle und der Verwaltungsjurist Theodor von Nestle. Der Altphilologe Wilhelm Nestle war ein Sohn aus Christian Gottlieb Nestles dritter Ehe mit Marie Christiane Steudel.
1874 wurde Nestle mit dem Ritterkreuz 1. Klasse des Friedrichs-Ordens ausgezeichnet.

## Familie
Nestles Familie war seit 1762 in Stuttgart ansässig, wo die Schreibweise des Namens im Kirchenbuch anfangs noch Nestlin und seit 1767 Nestle lautete. Der Großvater Martin Nestle (1735–1808) hatte dort 1762 eine Bäckerswitwe geheiratet und konnte sich so als Bäcker und Mehlhändler in Stuttgart niederlassen. Martin stammte aus Rotfelden im Schwarzwald, wo sein Vater Martin Nestlin (1706–1757) Bäcker und Gastwirt war. Dessen Vater Martin Nestlin (1680–1746) war ebenfalls Bäcker und stammte aus dem benachbarten Mindersbach bei Nagold, er heiratete die Rotfelder Schulmeisterstochter Anna Maria Braun (1679–1752). Martins Vater Michael Nestlin (1641/42–1703) lebte als Bäcker in Mindersbach, holte seine Frau Magdalena Rebhun (1645–1708) aber schon aus Rotfelden. Michael war ein Müllerssohn und aus Rohrdorf gebürtig, sein Vater Bartholomäus Nestlin (1605–1676) war anfangs Bäcker in Mindersbach, dann Müller in Rohrdorf und zuletzt Untermüller in Wöllhausen bei Ebhausen. Er heiratete 1629 eine Schreinerstochter aus Gültlingen und 1640 in zweiter Ehe die Bäckers- und Bürgermeisterstochter Anna Zeller aus Nagold. Bartholomäus (genannt Barthlin) war das jüngste Kind des älteren Barthlin Nestlin (um 1558 – nach 1619/22), des Mitbesitzers von „Magenbuchs Hof“ in Mindersbach, und der Rotfelder Schultheißentochter Martha Beutler, die 1586 heirateten. Barthlin war in Emmingen geboren, wo sein Vater Jos Nestlin (um 1525/26–1588/90) anfangs lebte, bis er 1560 als Hofbesitzer nach Mindersbach zog. Jos war 1552 württembergischer Leibeigener, wie auch seine Mutter Katharina Josenhans aus Mindersbach. Jos' Vater Hans Nestlin (1495/1500 – vor 1549) stammte aus Nagold, wo er 1523 noch ledig als Hans Nestle „der Jung“ gemustert wurde, bevor er kurz darauf bei der Familie Josenhans in Mindersbach einheiratete und dorthin zog. In Nagold lassen sich die Vorfahren Nestlin schon seit 1373 nachweisen, anfangs noch unter der Schreibweise „Nästlin“. Ein Vetter des Jung Hans Nestle in Mindersbach war der ältere Hans in Nagold, beide erscheinen dort in der Musterungsliste von 1523 erstmals unter der modernen Schreibweise „Nestle“. Dieser ältere Hans Nestle in Nagold ist der Ahnherr des Unternehmers Henri Nestlé (1814–1890), so dass sich die allermeisten heutigen Namensträger Nestle, Nestlen und Nästle letztlich auf einen gemeinsamen Ursprung in Nagold zurückführen lassen.